# Мігель Анхель Раймондо
Мігель Анхель Раймондо (ісп. Miguel Ángel Raimondo, нар. 12 грудня 1943, Росаріо) — аргентинський футболіст, півзахисник. Виступав за збірну Аргентини. Кращий гравець Аргентини 1974 року.

## Кар'єра
Раймондо дебютував в чемпіонаті Аргентини в 1965 році в складі клубу «Росаріо Сентраль». Вже на наступний рік він став гравцем столичної «Атланти». У цьому клубі він зіграв понад 100 ігор до 1968 року.
У 1969 році він переходить в «Індепендьєнте». З цією командою він домігся своїх найвищих досягнень, серед яких були кілька виграних турнірів і нагорода кращого гравця Аргентини в 1974 році.
Після цього він зіграв по одному сезону в аргентинських «Рівер Плейт» і «Олл Бойз», після чого завершив кар'єру.

## Титули і досягнення

### Як гравця
- Чемпіон Аргентини (4):

«Індепендьєнте»: 1970 Метрополітано, 1971 Метрополітано
«Рівер Плейт»: 1975 Метрополітано, 1975 Насьйонал
- Володар Кубка Лібертадорес (3):

«Індепендьєнте»: 1972, 1973, 1974
- Володар Міжконтинентального кубка (1):

«Індепендьєнте»: 1973
- Володар Міжамериканського кубка (2):

«Індепендьєнте» (Авельянеда): 1973, 1974